# Marian Sanok
Marian Sanok (ur. 10 sierpnia 1901 w Krakowie, zm. wiosna 1940 w Katyniu) – porucznik rezerwy kawalerii Wojska Polskiego, ofiara zbrodni katyńskiej.

## Życiorys
Syn Wojciecha i Anny z domu Duda. Był ich jednym z ośmiorga dzieci. Jego ojciec pracował jako urzędnik w Krośnie. Tam Marian Sanok ukończył szkołę realną.
Był członkiem Polskiej Organizacji Wojskowej i Związku Strzeleckiego. Podczas I wojny światowej jako ochotnik wstąpił do Legionów Polskich. Brał udział w wojnie polsko-bolszewickiej w 1920 i III powstaniu śląskim. W niepodległej II Rzeczypospolitej do 1928 roku służył w 13 pułku Ułanów Wileńskich w Nowej Wilejce. Zawodowo pracował we Lwowie.
Podporucznikiem został mianowany ze starszeństwem z dniem 1 stycznia 1933 roku i 5. lokatą w korpusie oficerów rezerwy kawalerii. W 1934 roku pozostawał w ewidencji Powiatowej Komendy Uzupełnień Wilejka. Posiadał przydział do 23 pułku Ułanów Grodzieńskich w Postawach.
19 marca 1939 roku został awansowany na porucznika w korpusie oficerów rezerwy kawalerii. W kampanii wrześniowej 1939 roku dowodził 2 plutonem szwadronu kawalerii KOP „Krasne”.
Został aresztowany przez Sowietów. Następnie był przetrzymywany w obozie w Kozielsku. Na wiosnę 1940 został zabrany do Katynia i rozstrzelany przez funkcjonariuszy Obwodowego Zarządu NKWD w Smoleńsku oraz pracowników NKWD przybyłych z Moskwy na mocy decyzji Biura Politycznego KC WKP(b) z 5 marca 1940. Jest pochowany na terenie obecnego Polskiego Cmentarza Wojennego w Katyniu.
Jego żoną była Maria, a pasierbem Bronisław.

## Upamiętnienie
5 października 2007 roku Minister Obrony Narodowej Aleksander Szczygło mianował go pośmiertnie do stopnia kapitana. Awans został ogłoszony 9 listopada 2007 roku, w Warszawie, w trakcie uroczystości „Katyń Pamiętamy – Uczcijmy Pamięć Bohaterów”.
13 kwietnia 2011 roku w ramach akcji „Katyń... pamiętamy” / „Katyń... Ocalić od zapomnienia” przy Szkole Podstawowej im. Bohaterów Monte Cassino w Ustrobnej posadzono Dąb Pamięci honorujący Mariana Sanoka (w uroczystości uczestniczyła m.in. jego siostrzenica Stanisława Cygan). Ponadto w Ustrobnej analogicznie uhonorowany został Marian Kosiba, także ofiara zbrodni katyńskiej. Obu oficerów upamiętnia także pomnik katyński w Ustrobnej.
Nazwisko Mariana Sanoka znajduje się wśród zbiorowo upamiętnionych mieszkańców Krosna i okolic pomordowanych w ramach zbrodni katyńskiej, umieszczonych na tablicy pamiątkowej, odsłoniętej 17 września w bazylice kolegiackiej Świętej Trójcy w Krośnie.

## Ordery i odznaczenia
- Krzyż Walecznych
- Medal Niepodległości
- Krzyż Zasługi Wojsk Litwy Środkowej
- Krzyż na Śląskiej Wstędze Waleczności i Zasługi
- Medal Pamiątkowy za Wojnę 1918-1921 „Polska Swemu Obrońcy”
- Medal Dziesięciolecia Odzyskanej Niepodległości